# Стефчик, Франтишек
Франтишек Стефчик (пол. Franciszek Stefczyk; 1861-1924) — польский учитель и экономист. Основатель первых сельских сберегательно-кредитных союзов на польских землях. Сотворил их по образцу немецких сберегательно-кредитных союзов Фридриха Вильгельма Райфайзена. В народе такие заведения получили название «кассы Стефчика».
Был депутатом сейма во Львове. Писал труды о кооперативах, получил степень хабилитированного доктора в Краковском университете. Умер в Кракове, похоронен на Лычаковском кладбище во Львове. Награжден Командорским крестом Орден Возрождения Польши. В 1934-1943 годах его имя носила современная улица Аральская во Львове.